# 大正浪漫
大正浪漫（日语：〔〕／ Taishou roman）是日本用以表达具有大正时代（1912年至1926年大正天皇在位期間）气氛的思潮和文化现象。其实，浪漫这个名称是由作家夏目漱石所起的。受到19世纪以欧洲为中心所发展而来的浪漫主义影响，大正时代个人解放与新时代的理念等等的思潮得以盛行，而这个名称就是用来形容这些现象。

## 「大正浪漫」的代表性文化人
竹久夢二、高畠華宵、西條八十、野口雨情、北原白秋、中山晉平、山田耕筰、島村抱月、松井須磨子、小山內薰、倉田百三、久保田萬太郎、室生犀星、萩原朔太郎、芥川龍之介、武者小路實篤、志賀直哉、有島武郎、菊池寬、直木三十五、谷崎潤一郎、中里介山、阿部次郎、吉野作造、長谷川如是閑、宮武外骨、大杉榮、伊藤野枝、平塚雷鳥等。

## 「大正浪漫」色彩濃厚的後世作品
- 小說《春之雪》（三島由紀夫 1965年）《豐饒之海》四部作（「春之雪」「奔馬」「曉之寺」「天人五衰」）第一部。
- 小說《美は乱調にあり》（瀨戶內晴美 1966年）描寫大杉榮，伊藤野枝的生涯。
- 小說《鬼の栖～本郷菊富士ホテル》（瀨戶內晴美 1967年）
- 電影《エロス+虐殺》（导演：吉田喜重 1970年，ATG）「日蔭茶屋事件」～「甘粕事件」
- 電影《宵待草》（日活，导演：神代辰巳 1974年）
- 漫畫《窈窕淑女》（作：大和和紀 1975-1977年）改編成動畫，電視劇，電影，舞台。
- 電影《流浪者之歌》(1980年)，《陽炎座》(1980年)、《夢二》(1991年)（監督：鈴木清順「大正浪漫」3部作）
- 劇畫《菊坂ホテル》（上村一夫 1985年）
- 電視劇《花遍路》（早坂曉编剧 1985年，NHK放送）。
- 漫畫《大正野郎》（山田芳裕 1987年）
- 電影《華之亂》（导演：深作欣二，原作：永畑道子 1988年）
- 電影《化粧師 KEWAISHI》（导演：田中光敏，脚本：橫田与志 2002年）改編石之森章太郎的漫畫《八百八町表裏 化粧師》。
- 漫畫《はちみつの花》（木內たつや 2005年－）
- 小說《大正野球娘。》 (神樂坂淳 2007年－)
- 漫畫《アイしてまこと! 恋するヲトメスタア》（南天佑，原作：ヴァイオレット 2008年－）
- RPG《櫻花大戰》日本大正時代之並行世界。
- RPG《惡魔召喚師 葛葉雷道 對 超力兵團》時代背景是架空的大正20年。
- 漫畫《鬼滅之刃》時代背景是架空的大正時代。
- 小說與同名歌曲《大正浪漫》女主角身處時代背景是為大正時代。